# GAME JOCKEY2
『GAME JOCKEYII』（ゲームジョッキー2、ゲームジョッキーツー）は、2005年7月8日から2007年6月28日までBSジャパンで放送されたテレビゲーム情報番組である。タイトルロゴは『GAME JOCKEYII』。

## 概要
テレビ東京深夜ローカルで放送されていた『GAME JOCKEY』がBSジャパンへ移動する形で放送開始。既存のハード対応のソフトや次世代機対応ソフトなどテレビゲームに関する様々な情報を紹介していたが、編成上の都合を理由に2007年6月28日の放送分をもって終了した。
テレビ東京系列での後継番組は作られなかったため、1986年4月6日スタートの『ファミっ子大作戦』から約21年3か月間続いたアルファ放送制作のゲーム番組シリーズはこの番組の終了をもって幕を閉じた。
本番組終了後、同一スタッフでCS放送・テレ朝チャンネルにて『ゲムカシマ』が2007年7月から2013年3月まで放送された。

## 放送時間
| 期間       | 期間       | 放送曜日         | 放送時間（日本時間） |
| ---------- | ---------- | ---------------- | -------------------- |
| 2005.07.08 | 2005.09.30 | 土曜（金曜深夜） | 01:15 - 01:45        |
| 2005.10.05 | 2006.03.29 | 水曜             | 17:25 - 17:55        |
| 2006.04.05 | 2006.09.27 | 水曜             | 17:30 - 18:00        |
| 2006.10.05 | 2007.06.28 | 木曜             | 18:00 - 18:30        |

## MC
| 期間       | 期間       | MC         | MC         |
| ---------- | ---------- | ---------- | ---------- |
| 2005.07.08 | 2005.09.23 | 林家たい平 | 宇恵さやか |
| 2005.09.30 | 2007.03.29 | 林家いっ平 | 小出由華   |
| 2007.04.05 | 2007.06.28 | 上原風馬   | 小出由華   |

## 紹介ジョッキー

### 今週のNEW COMER
毎週ランダムで3人登場。同じ紹介ジョッキーが現れることがよくあり、その際には同じゲームを2 - 3週くらい連続で紹介することもあった。
- キムミンス
- フローレンス橋本
- 寺杣隆志
- 山崎翔也
- 石川優（2007年2月8日初登場）
- 平野真之
- 挺屋和大
- 福嶋宏崇
- 広野啓
- 鈴木美穂（2007年3月15日初登場）
- 村山誠一郎（2007年4月5日初登場）
- 山本雄士（2007年6月7日など）
- 大高鉱（2007年6月15日など）
- 仁井谷正充（2007年6月7日放送分に久々に登場、以降15日、22日、28日と最終回まで登場した）

### 鉄人養成講座
「NEW COMER」に登場している紹介ジョッキーから1人が週替わりで登場。

## 放送内容
- 2007年4月5日、オープニングBGMが変更。同時に男性MCが上原風馬に変更。その前週時には林家いっ平が降板する旨の予告は無く、花束贈呈なども無かった。
- 2007年6月15日、6月14日が『全力闘球』（オリックス対巨人戦／スカイマークスタジアム）中継のため、翌日15日の19:00に振り替えて放送。
- 2007年6月28日、番組終了。収録の時点では打ち切りがまだ決まっていなかったのか、各コーナーにおいては「次回もお楽しみに」と告げていたが、エンディングにてこの回が最終回となる旨のテロップが加えられた。

### コーナー
今週のNEW COMER
これからのゲームソフトの最新情報を該当ソフトのゲーム画面とともに紹介。
新作VIDEO CLIP
「今週のNEW COMER」で紹介しきれなかった発売予定・発売中の新作毎週4本をビデオクリップ形式で紹介する。そのため「NEW COMEER」で紹介したゲームも重複している。
鉄人養成講座
ゲームソフトを極め、「ゲームの達人」を目指すコーナー。また、ゲームソフトの攻略法や裏技を紹介する。
週刊売れ筋ランキング
ゲーム量販店の協力の下、ゲームソフトの売れ筋ランキングBEST5を紹介する。
プレゼント
番組の最後にはゲームソフトのプレゼント（2本）がある。

### 収録場所
スポンサーであるバンダイの株式会社バンダイナムコゲームスの社内を中心に収録場所を不定期に変えていた。
2007年は3月8日放送分、6月7日放送分と2度変えていた。

## エンディングテーマ
- 『Grow』 池上ケイ（2006年・月日不明 - 2007年3月29日）
- 『アンフォゲッタブル』 メロン記念日（2007年4月5日 - 6月28日）

## スタッフ
- ナレーター：吉田孝、堀越真己、桐井大介
- 構成：中村貞夫
- 編集・MA：TDKコア
- 選曲：ホームランミュージック
- 技術協力：イデア
- FD：原田力
- ディレクター：志村寛紀
- プロデューサー：井上眞紀代
- 制作：UPRISE

## 局ロゴ
BSジャパン単独放送のため、通常表示されるロゴマークが常時ではなく、番組冒頭とCM明けだけに4秒間表示していた。